# Pablo Ferro
Pablo Ferro (15 de enero de 1935 - 16 de noviembre de 2018) fue un diseñador gráfico cubanoamericano, conocido por sus diseños de títulos de crédito (más conocidos como secuencias de apertura). Trabajó para varias compañías cinematográficas hasta que en 1964 fundó su agencia propia, Pablo Ferro Films.

## Biografía
Pablo Ferro nació en 1935 en Antilla, antigua provincia de Oriente, y actual provincia de Holguín, en Cuba. Pablo Ferro se crio en una granja remota antes de emigrar a Nueva York con su familia cuando era adolescente.
Se graduó en la Escuela Superior de Arte Industrial de Manhattan, y aprendió animación de manera autodidacta con un libro de Preston Blair.

### Primeros años de carrera
A mediados de la década de 1950, comenzó a colaborar de manera independiente para Academy Pictures y Elektra Studios, en Nueva York. Encontró su primer trabajo formal en una empresa que hacía comerciales de TV. 
Fue mientras trabajaba allí que conoció y se hizo amigo de Bill Tytla, ex animador de Walt Disney, quien se convirtió en su mentor. Otro compañero de trabajo fue Stan Lee, el entonces futuro editor de Marvel Comics, con quien creó una serie de cómics de aventuras de ciencia ficción. Ferro ilustró varias historietas entre 1953 y 1954, publicadas por la editorial Atlas Comics. En 1961 se asoció con el estilista de animación Fred Mogubgub y con el dibujante de cómics Lew Schwartz para formar Ferro, Mogubgub and Schwartz. Tres años después, iniciaría su propio estudio, Pablo Ferro Films.

### Trabajo cinematográfico y comercial
El diverso trabajo cinematográfico de Ferro abarcó desde la secuencia del título de Dr. Strangelove de Stanley Kubrick hasta el montaje de imágenes multidinámicas en The Thomas Crown Affair original. Fue un pionero en la técnica del quick cut ('edición de corte rápido'), que consistía en un montaje rápido de imágenes y tipografías imperfectas a través de múltiples pantallas.
Ferro, un cineasta autodidacta, ganó prominencia inicialmente con animaciones como la del primer logo a color de NBC Peacock y el logo de Burlington Mills, así como presentaciones visuales tecnológicamente novedosas, incluida la película del Singer Pavilion en la Feria Mundial de Nueva York de 1964: el Por primera vez se utilizaron proyectores de películas para crear imágenes en múltiples pantallas.
Woman of Straw, Bullitt, The Russians Are Coming, the Russians Are Coming, Citizens Band, Philadelphia, Married to the Mob, Beetlejuice y To Live and Die in LA se encuentran entre más de 100 películas que han presentado sus creaciones. Los segmentos de apertura dibujados a mano de Ferro han aparecido en películas que van desde Stop Making Sense y American Heart hasta The Addams Family y Men in Black, y sus avances han ayudado a presentar películas como A Clockwork Orange, Jesus Christ Superstar, O Lucky Man! y Zardoz.
Ferro trabajó en varias películas con su amigo cercano, el director de cine Hal Ashby, incluyendo Harold and Maude, Bound For Glory y Being There, y también codirigió la película del concierto de Ashby de 1983 de The Rolling Stones, Let's Spend the Night Together. Ferro trabajó con Gus Van Sant en To Die For y Good Will Hunting. Además de dirigir y producir su propio largometraje, Me, Myself & I (1992) con George Segal y JoBeth Williams, actuó como actor para Robert Downey Sr. como Chief Cloud In the Head en Greaser's Palace y como actor de salsa. bailarina en Hugo Pool.
Ferro trabajó como consultor visual, director de segunda unidad en varias películas, como la contribución de los efectos "pornográficos" a un montaje especial dentro de Midnight Cowboy. Ferro fue editor supervisor de The Night They Raided Minsky's, y recibió una nominación en 1984 para un American Video Award (AVA) por su trabajo como editor supervisor del video musical de Michael Jackson Beat It, primer año se entregó un premio en esa categoría. Ferro también produjo y dirigió numerosos cortometrajes como The Inflatable Doll.

## Estilo visual
Fue influido por las primeras películas de cine experimental, desarrollando su propio estilo visual. Posteriormente, el arte de Ferro influyó en muchas películas, televisión, videoclips, comerciales, novelas y libros para niños. Se caracteriza por diseño de imágenes más sucio, rústico y desordenado. A veces, rayaba los títulos de créditos directamente en los fotogramas.
Desarrolló un lenguaje formal propio e identificable, basado en técnicas propias entre las que cabe destacar el quick cut o corte rápido, a base de montar varias pantallas.

## Reconocimiento
Ferro ganó más de 70 premios nacionales e internacionales, entre ellos numerosos Clios, un premio DGA Excellence in Film Award y varios premios Lifetime Achievement. También ha recibido nominaciones de instituciones tan prestigiosas como el Smithsonian Cooper-Hewitt. En 1999, Ferro recibió el prestigioso premio de diseño DaimlerChrysler, y en 2000 Ferro fue incluido en el Salón de la fama de los directores de arte.
Los títulos y secuencias de montaje de Ferro han aparecido en 12 películas ganadoras de premios de la Academia. Había estado trabajando en un libro para niños, una novela gráfica. Hizo la animación de su propio documental, Pablo, que se estrenó en 2012. 